# Helena Juntunen
Helena Maria Juntunen, née le 9 mars 1976 à Kiiminki, est une chanteuse d'opéra finlandaise.

## Biographie
Helena Juntunen a commencé à étudier le chant à l'âge de 15 ans au  Conservatoire  de Oulu avec Airi Tokolan. À partir de 1996, elle a étudié à l'Académie Sibelius sous la direction de Anita Valk; parmi ses professeurs figurent Anita Välkki, Jeffrey Goldberg, Renata Scotto et Hartmut Höll.
En 2002, Juntunen  remporte le concours de chant de Lappeenranta.
Sa carrière professionnelle de soliste soprano débute avec le rôle de  Marguerite  dans  Faust de Gounod au  Festival d'opéra de Savonlinna   suivi du rôle de  Madame Cortese  dans le Voyage à Reims  de Rossini, à l'Opéra du Connecticut et à Gênes. Elle a fait ses débuts à l'opéra Sächsische Staatsoper de Dresde incarnant Pamina dans La Flûte enchantée de Mozart.
En 2003, elle  a également donné son premier concert au Carnegie Hall à New York et plus tard à Tokyo.
En 2006, a fait ses débuts au Festival de Vienne, de nouveau  dans le rôle de Pamina.
L'été 2008 se distingue par son interprétation dans le rôle d'Anna Liisa dans le nouvel opéra Veli-Matti Puumala. Durant la saison 2008-2009, elle a incarné le rôle de Lisa dans l'opéra Leevi Madetoja à l'Opéra national de Finlande.
Elle a chanté avec la plupart des grands orchestres de Finlande et certains des musiciens les plus remarquables de son pays comme Esa-Pekka Salonen, Jukka-Pekka Saraste, Leif Segerstam, Mikko Franck ou Osmo Vänskä.
En 2006, Helena Juntunen a reçu le Prix Karita Mattila. Elle a également remporté le Grand Prix à l'Opéra de Tampere et a participé à la compétition mondiale de la BBC Cardiff,,,,,,,,.